# Teut (handel)

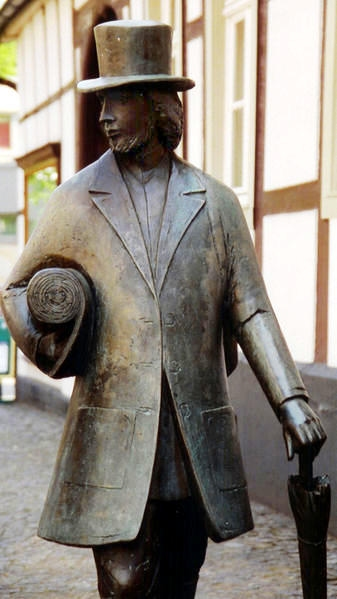
Tüötten-Figur door Anne Daubenspeck-Focke (1988) in Mettingen

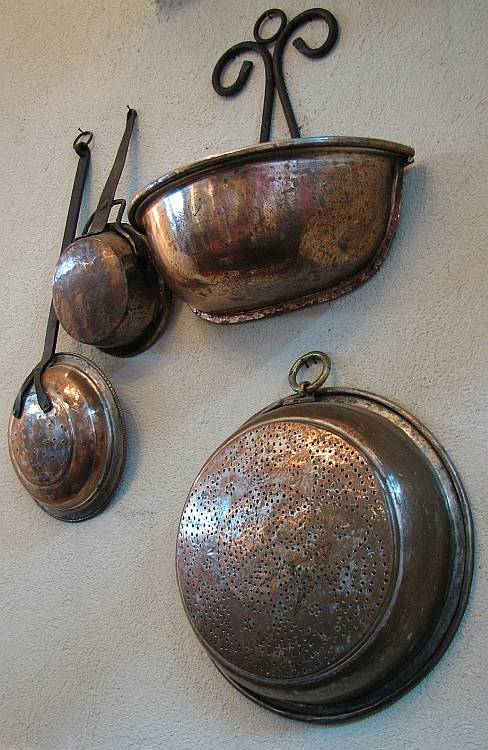
Koperen keukengerei

Een teut was een rondreizende handelaar of ambachtsman die vanuit zijn thuisbasis in Westfalen of de Kempen met zijn koopwaar op de rug naar Nederland, Duitsland, Frankrijk, Luxemburg of zelfs Denemarken trok. De teuten vertrokken in de lente naar andere streken om daar rond te venten of er een winkel open te houden. In de winter keerden ze terug om hun tijd thuis door te brengen. Vergelijkbare handelaars worden in Duitsland (Westfalen) Tödden genoemd. Teuten onderscheidden zich van gewone marskramers door een strakke organisatiegraad in compagnieën met kenmerken van een gilde.
Onderzoek heeft uitgewezen dat het begrip teut waarschijnlijk geen officiële betekenis had, omdat het woord zelden in akten voorkomt. Het boek van Knippenberg geldt als ommekeer omtrent de studie naar de teutenhandel. De archieven van de handelscompagnieën uit Luyksgestel, die naar voorbeeld van de VOC waren georganiseerd, zijn een belangrijke bron van informatie. Ook in Lommel, waar veel teuten woonden, is uitgebreid onderzoek naar deze handelaars gedaan.
De teuten organiseerden zich in kleine gezelschappen. De teutengemeenschappen kenden een complexe organisatie. In de meeste gevallen werkten ze in vennootschappen om handelsrisico's te beperken. De toelatingsvoorwaarden waren meestal scherp omschreven en schriftelijk vastgelegd. Van belang was dat deelnemers van goed gedrag waren.
Het woord "teut" komt waarschijnlijk van teutoons, Duits. Volgens een andere etymologische verklaring zou de benaming komen van het Duitse woord tüte, tas.

## Ontstaan

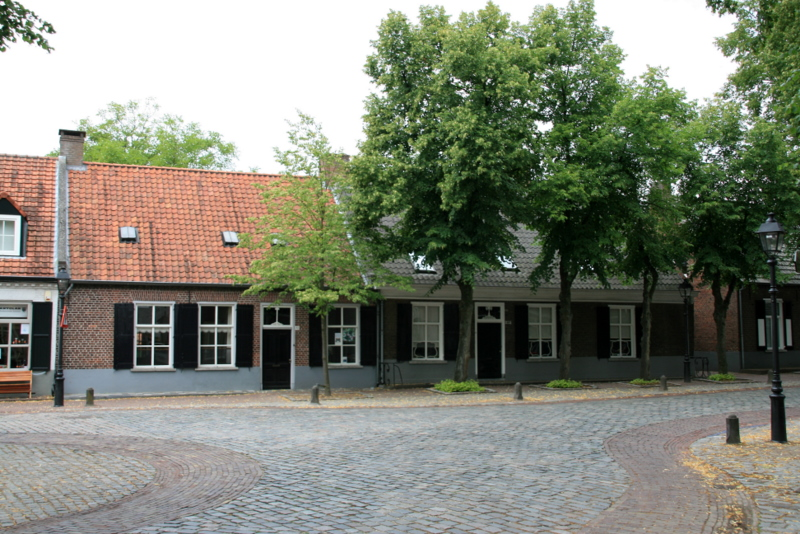
Teutenhuizen aan de historische markt van Eersel.

De eerste teuten worden vermeld in het begin van de 17e eeuw. De oudste melding is van een koperteut in Eersel, uit 1597. Mogelijk is het teutenbedrijf ontstaan uit een omschakeling van transporteurs (voerlui) op de handel, als gevolg van de Tachtigjarige Oorlog. Daarnaast wordt het beroep van koperslager of ketellapper genoemd, dat reeds in streken als de Acht Zaligheden en de Zeven Heerlijkheden uitgeoefend werd. De voerlieden zouden dan, toen het transport over land door de oorlog stilviel, op de ambulante handel in koperwerk zijn overgegaan. Deze activiteit heeft voortgeduurd tot ongeveer 1890, maar zelfs in het begin van de 20e eeuw bestonden er nog enkele teuten.

## Verbreiding
Het verschijnsel van de teutenhandel kwam in enkele landen voor. De Westfaalse vorm uit Mettingen en omstreken is bekend doordat daaruit de textielconcerns Lampe (1834), C&A (1841) en Peek & Cloppenburg (1869) ontstonden. Ook in de Kempen kwam deze handel voor en dan nog vooral in het Limburgse deel ervan. In Nederland kwamen teuten uit dorpen in de wijde omgeving rond het moerasveengebied de Peel: Bergeijk, Eersel, Duizel, Hapert, Luyksgestel, Stramproy, Weert, Tungelroy, Budel, Maarheeze, Valkenswaard, Leenderstrijp en Soerendonk. Teuten woonden in het huidige Belgisch Limburg in een langgerekt gebied, zich uitstrekkend vanaf Retie in de Antwerpse Kempen via Lommel, Pelt, Peer, Hechtel-Eksel, Hamont-Achel tot in het Nederlands-Limburgse Roggel. Dit was een gebied waar eeuwenlang diverse landsgrenzen doorheen liepen die regelmatig wijzigden. Een tekenend voorbeeld is Lommel dat tot aan de Franse tijd tot de Noordelijke Nederlanden en Luyksgestel dat tot het Prinsbisdom Luik behoorde.

## Soorten teuten
Men kan een zestal groepen onderscheiden:
- De ketellappers, goorteuten of koperteuten: Zij vormden ongeveer de helft van de Teuten. Ze herstelden niet alleen beschadigde potten en pannen, maar verkochten ook nieuwe koperwaar zoals potten, pannen, keukengerei, sloten en soms zelfs vuurwapens. Apparatuur voor een smidsvuur namen ze af en toe in een rugmand mee.
- De pakdragers, tafteuten of ellenteut: Zij handelden in mutsen, zakdoeken, kousen, beddengoed, tijk, kant, zijde en ander textiel. De Brenninkmeyers, stichters van C&A, zijn hiervan het bekendste voorbeeld. De naam ellenteut verwijst naar een lengtemaat, de el, die in de textielhandel werd gebruikt.
- De snijders of dierenlubbers: Zij specialiseerden zich in het castreren van paarden, varkens, stieren en schapen. Soms dreven zij ook handel in deze dieren, zodat zij het beroep van veekoopman koppelden aan dat van veearts.
- De haarteuten: Zij kwamen er pas later bij en zijn een mooi voorbeeld van het inspelen op de wisselende economische vraag. Toen Lodewijk XIV van Frankrijk een pruik begon te dragen, ontstond er een nieuwe modegril, namelijk het dragen van een pruik. Deze teuten maakten daar handig gebruik van en kochten het haar van jonge boerendochters op om het aan pruikenmakers in de steden te verkopen.
- De echelteuten: Zij handelden in bloedzuigers, die voor medicinale doeleinden werden gebruikt. Deze teuten zijn onder meer bekend van het Noord-Brabantse Duizel en Hapert, waarvan de straatnaam De Kuil nog altijd doet herinneren.
- De geley(gleiswerk-)teuten: Zij handelden in aardewerk.

## Het bedrijf
Men onderscheidde de commissieteuten en de zelfstandige teuten. De eersten werkten voor een opdrachtgever, een groothandelaar of fabrikant, en de tweede categorie kocht zelf de goederen in en moest dus kapitaalkrachtig zijn. Bevoorrading vond plaats in compagnieshuizen, die in diverse plaatsen in het handelsgebied bestonden. Dit gebied strekte zich uit van Antwerpen tot diep in het Rijnland en van de Ardennen tot in Gelderland.

## Denemarken

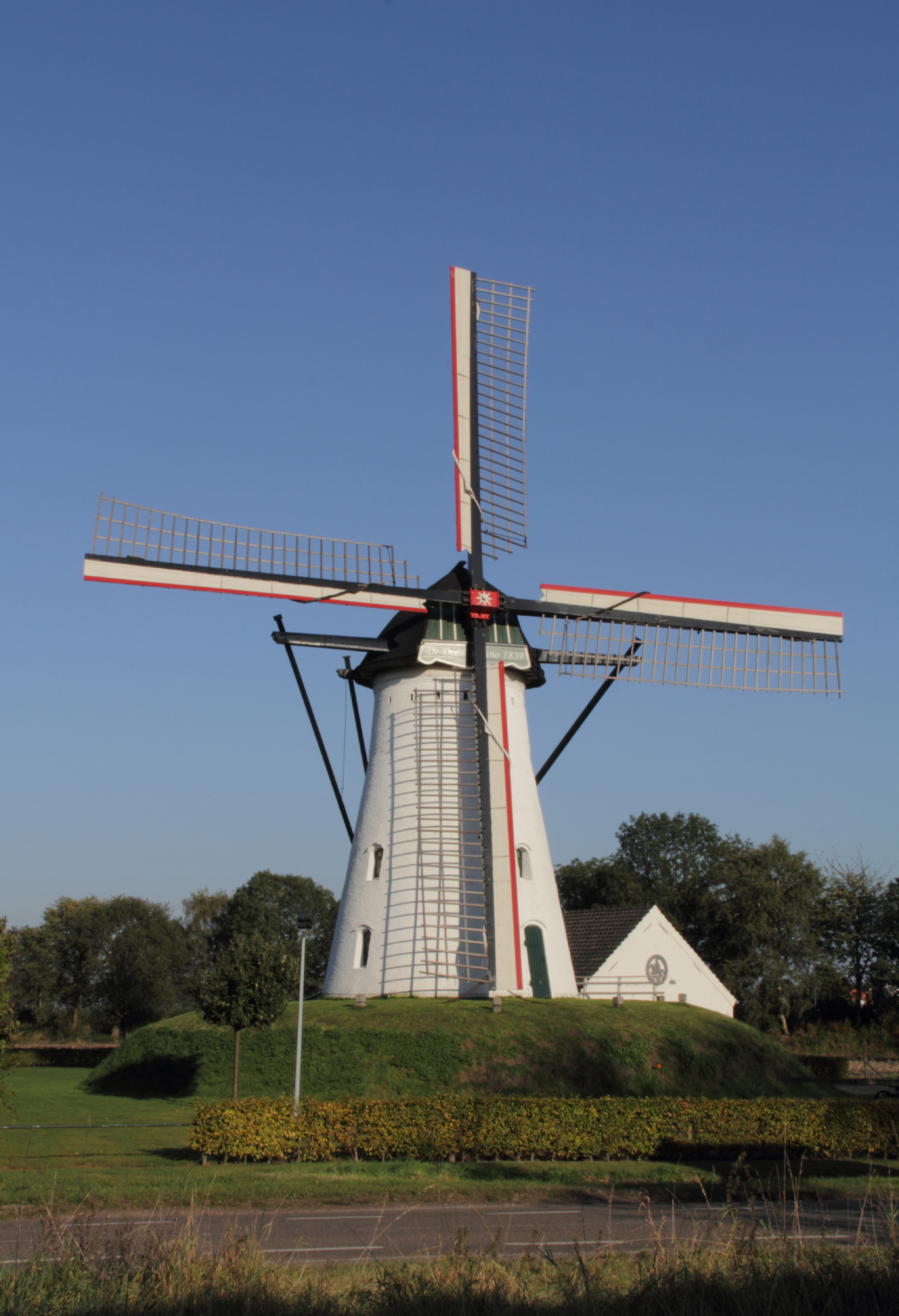
De Deen is een molen te Luyksgestel, welke is gebouwd in opdracht van de nabestaande van de Luyksgestelse teut Jan Francis Pleek en waarvan de naam verwijst naar het land waar hij zijn kapitaal wist te vergaren.

De koperteuten uit Luyksgestel trokken van de 17e tot de 19e eeuw naar Denemarken, waar ze bijeenkwamen in Faaborg, Horsens en Flensburg. De laatste stad behoort sinds 1920 tot Duitsland. In 1627 werd voor het eerst een teut uit Luyksgestel in Denemarken gemeld, een land waarmee al eeuwenlang intensieve contacten bestonden. In Flensburg lag de Crusauer Kupfer-Messing Fabrik, waar de teuten hun voorraden kochten. Krusau (Deens: Kruså) ligt nu aan de Deens-Duitse grens. De fabriek werd aangedreven door een watermolen en functioneerde vanaf het begin van de 17e eeuw. Het bedrijf ging in 1842 failliet, waarna de teuten hun waren in Faaborg kochten.
Teuten uit Limburg waren katholiek, net als de meeste Teuten uit Westfalen. Het vervullen van hun godsdienstige plichten was in Denemarken niet eenvoudig, aangezien het lutheranisme er de staatsgodsdienst was. Pas in 1767 werd daar de eerste katholieke kerk gesticht en wel te Fredericia, dat een toevluchtsoord was voor veel katholieke en ook calvinistische buitenlanders, waaronder hugenoten. Hier kwamen ook veel teuten. In 1764 werd te Horsens een opslagplaats ingericht, die tot 1896 het centrale verzamelpunt voor de teuten bleef. In Haraldskær namen ze een met de ondergang bedreigde koperwerkfabriek over, die nu uitsluitend voor de teuten ging werken. Een opslagplaats te Faaborg stamde uit 1789 en bleef tot 1816 bestaan, maar ook daarna kwamen hier nog teuten.

## Betekenis
De goed georganiseerde teutenhandel bracht veel geld op: de teuten waren vaak rijker dan hun dorpsgenoten, hetgeen ook uit hun fraaie huizen bleek. Ze droegen aanzienlijk bij tot de plaatselijke economie en deden met hun geld ook wel goede werken. Een aantal moderne ondernemingen is mede voortgekomen uit teutenkapitaal. Enkele bekende daarvan zijn C&A en Unilever. Een der oprichters van het onderdeel Van den Bergh en Jurgens, is Anton Jurgens die stamt uit een teutenfamilie te Nieuwenhagen bij Heerlen, die reeds vanaf het midden van de 17e eeuw wordt vermeld. Oorspronkelijk waren het textielhandelaren, maar de handel werd uitgebreid met handel in natuurboter en de gebroeders Leonardus en Wilhelmus Jurgens gingen omstreeks 1800 in Oss wonen. Zoon Anton kocht in 1871 in Frankrijk de rechten op de productie van kunstboter of margarine op, en dit bedrijf stond aan de wieg van Unilever.

## Heden

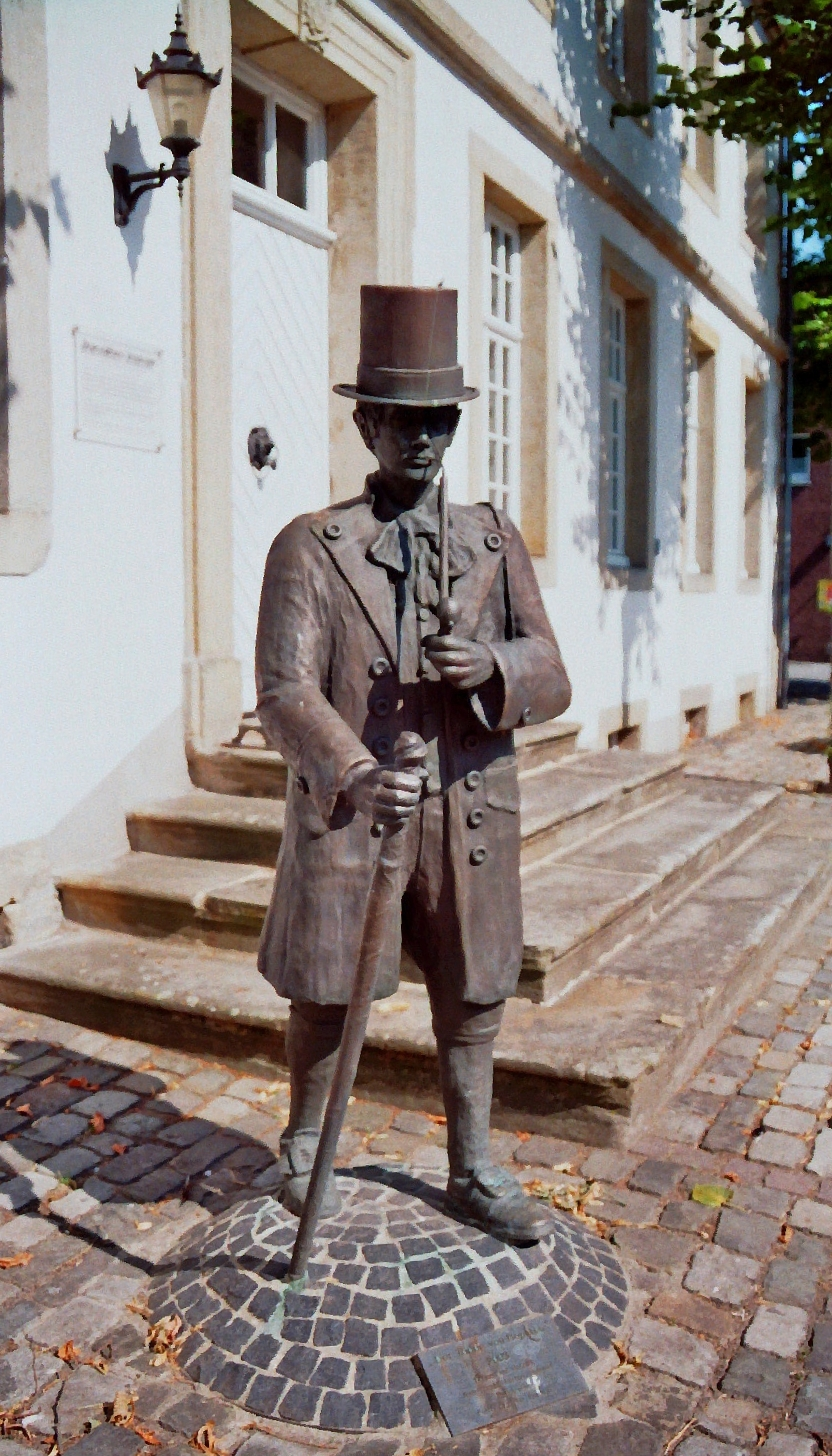
De "Tödde" te Hopsten

- In een aantal plaatsen zijn nog mooie teutenhuizen te zien, zoals in Mettingen, Maarheeze, Budel, Eksel, Hamont, Sint-Huibrechts-Lille (Neerpelt) en het Simonshuis in Achel. Ook naar het Openluchtmuseum te Bokrijk is een teutenhuis uit Eksel verplaatst. Er is een Teutenmuseum in Mettingen.
- In Luyksgestel kan men een bronzen beeldje van een koperteut zien. Dit beeld is door Peter Roovers vervaardigd en in 1972 geplaatst. Het werd door de toenmalige ambassadeur van Denemarken onthuld.
- In Lommel bevindt zich op het marktplein een klein beeldje van een teut.
- In Hamont is op de binnenplaats van het gemeentehuis in 1993 een beeldje van een textielteut geplaatst.
- In diverse heemkundige musea zijn voorwerpen te vinden die met de teuten in verband staan. Dit is het geval in museum Erfgoed Lommel en het Grevenbroekmuseum te Achel, dat in het Simonshuis is gevestigd. Het Simonshuis is tevens een authentieke teutenwoning, zoals er in de omgeving nog meer te vinden zijn (o.a. rond het marktplein te Hamont).
- Families in het noorden van Limburg en het aangrenzende Noord-Brabant zijn nog steeds bekend als teutenfamilies. Voorbeeld is de familie Verspeek, aan beide zijden van de grens, die traditioneel in textiel handelde. Onderzoek leverde de eerste Verspeek op in het Eindhovense tijdens de Tachtigjarige Oorlog. Hij stond in een doopregister als blauwverver ingeschreven. In de 19e eeuw trokken leden van deze familie als textielhandelaars ook naar de omgeving van Rotterdam, waar nog steeds afstammelingen wonen. De achternaam Verspeek is eveneens terug te vinden in het aangrenzende Duitsland.